# Bodilis
Bodilis (en bretó Bodiliz) és un municipi francès, situat a la regió de Bretanya, al departament de Finisterre. L'any 2006 tenia 1.493 habitants.

## Demografia
| 1962                                       | 1968  | 1975  | 1982  | 1990  | 1999  |
| ------------------------------------------ | ----- | ----- | ----- | ----- | ----- |
| 1.114                                      | 1.135 | 1.076 | 1.209 | 1.222 | 1.302 |
| Des de 1962: població sense dobles comptes |       |       |       |       |       |

## Administració
| Període   | Identitat     | Partit |
| --------- | ------------- | ------ |
| 2001-2008 | René Guillou  |        |
| 2008-     | Albert Moysan |        |